# 国立上海大学
国立上海大学是1942年9月到1947年存在于中国上海市的一所大学。

## 历史
- 1942年九月汪精卫批准了《国立上海大学组织大纲》，并宣告国立上海大学成立。

## 校长
- 赵正平，汪精卫政权中央政治委员会延聘委员、国民政府委员等职。1941年兼任国立上海大学校长。抗战结束后逃往镇海，同年自杀身亡。